# هسته‌زایی ابرنواختری
هسته‌زایی اَبَرنواختری (به انگلیسی: Supernova nucleosynthesis) نظریه‌ای درباره تولید عناصر شیمیایی گوناگون در انفجار ابرنواختری است که نخستین‌بار در سال ۱۳۳۲ خورشیدی (۱۹۵۴ میلادی) از سوی فرد هویل بسط یافت. در ستاره‌هایی که به اندازهٔ کافی سنگین هستند، هسته‌زایی با همجوشی هسته‌ای عنصرهای سبک‌تر به عناصر سبک‌تر در فرآیندهای متوالی سوخت هیدرواستاتیکی اتفاق می‌افتد. این فرآیند هیلوم سوزی، کربن سوزی، اکسیژن سوزی و سیلیکون سوزی می‌گویند که در آن خاکستر یک سوخت هسته‌ای بعد از گرمایش ناشی از فشار، به سوخت مرحله‌ی بعدی گداخت تبدیل می‌شود. در طول سوختن هیدرواستاتیکی این سوخت‌ها به‌طور عمده هسته‌های آلفا (A = 2Z) می‌سازند. فروریزش گرانشی هسته، امواج شوک در حال حرکتی پرتاب می‌کند که باعث سیخک دمای ناگهانی می‌شود. این سیخک دمایی باعث سوختن نهایی تند انفجاری می‌شود.